# 사와 도모에
사와 도모에(일본어: 沢 知恵, さわ ともえ, 1971년 2월 14일 - )는 가나가와현출신의 가수이며 싱어송 라이터이다. 일본인 개신교 목회자인 아버지 사와 마사히코(沢正彦)와 한국인 개신교 목회자 어머니 김영(金瓔) 사이에서 태어났다. 외조부는 대한민국의 시인인 김소운(金素雲)이다. 대한민국에 선교사로 파송되었던 아버지를 따라 두 살 때부터 초등학교 3학년 때까지 대한민국에서 어린 시절을 보냈으며, 지혜라는 한국어식 이름으로 불렸다. 세 살 때부터 배운 피아노와 고등학교 때 록 밴드 리드 싱어로 활동한 것을 계기로 음악을 하게 되었고, 도쿄 예술대학 음악학부를 졸업했다. 1998년에 일본 국적을 가진 가수로선 종전이후 처음으로 한국 정부의 허가를 얻고 콘서트를 한국에서 개최했다.